# هو ریور (کارولینای شمالی)
هو ریور (به انگلیسی: Haw River) شهری در ایالت کارولینای شمالی کشور ایالات متحده آمریکا است که جمعیت آن در سرشماری سال ۲۰۱۰ میلادی، ۲٬۲۹۸ نفر بوده‌است.